# Brasiliansk jiu-jitsu
Brasiliansk Jiu-Jitsu (BJJ) kan betegnes som kampsport og selvforsvar, der lægger vægt på gulvkamp, og gør udpræget brug af ledlåse og kvælningsgreb. BJJ er en brasiliansk version af den japanske kampsport Judo.[kilde mangler]
I Brasiliansk Jiu-Jitsu lægges der vægt på fri kamp og sparring – også kaldet 'at rulle' – for at sikre at udøverne også er i stand til at udføre de lærte teknikker på en usamarbejdsvillig modstander samt at neutralisere dennes angreb. Målet er at få modstanderen ned at ligge og derefter hele tiden forbedre sin position, for derved til sidst at kunne anbringe personen i et greb, der får ham/hende til at give op, hvilket afslutter kampen. 

## Udbredelse
Brasiliansk Jiu-Jitsu opstod som følge af, at den japanske judo-ekspert Mitsuyo Maeda besøgte Brasilien i 1914 og udbredte sin viden, der især udmærkede sig inden for gulvkamp. Her fik han blandt andre Carlos og Hélio Gracie som sine elever, som senere videreudviklede kampsystemet. Den brasilianske jiu-jitsu er også kendt under navnet 'Gracie Jiu-jitsu', hvilket skyldes, at Gracie-familien havde toneangivende indflydelse på udbredelsen af BJJ i den vestlige verden.[kilde mangler]
BJJ blev først rigtig kendt uden for Brasilien i 1993, da Royce Gracie vandt første udgave af Ultimate Fighting Championship (UFC). Her vandt han over 3 modstandere på samme aften med en samlet kamptid på under 5 minutter. Royce Gracie vandt senere også 2. og 4. udgave af UFC i åben vægtklasse.